# Mibladen
Mibladen (àrab ميبلادن) és una comuna rural de la província de Midelt de la regió de Drâa-Tafilalet. Segons el cens de 2014 tenia una població total de 3.084 persones.